# Gaspard van Genève Lullin
Gaspard van Genève Lullin (1549-1619) was de markies van Lullin en Pancalieri.

## Huwelijk en kinderen
Hij trouwde in 1575 met Antoinette de Fouchier. Hun kind werd geboren in 1580 en heette Cleradius van Genève Lullin. Antoinette overleed in 1590.
Gaspard hertrouwde in 1598 met Maria van Horne. Dit huwelijk bleef kinderloos.
Door zijn huwelijk met Maria werd Gaspard ook heer van Heeze.